# Франкфуртское еврейское гетто

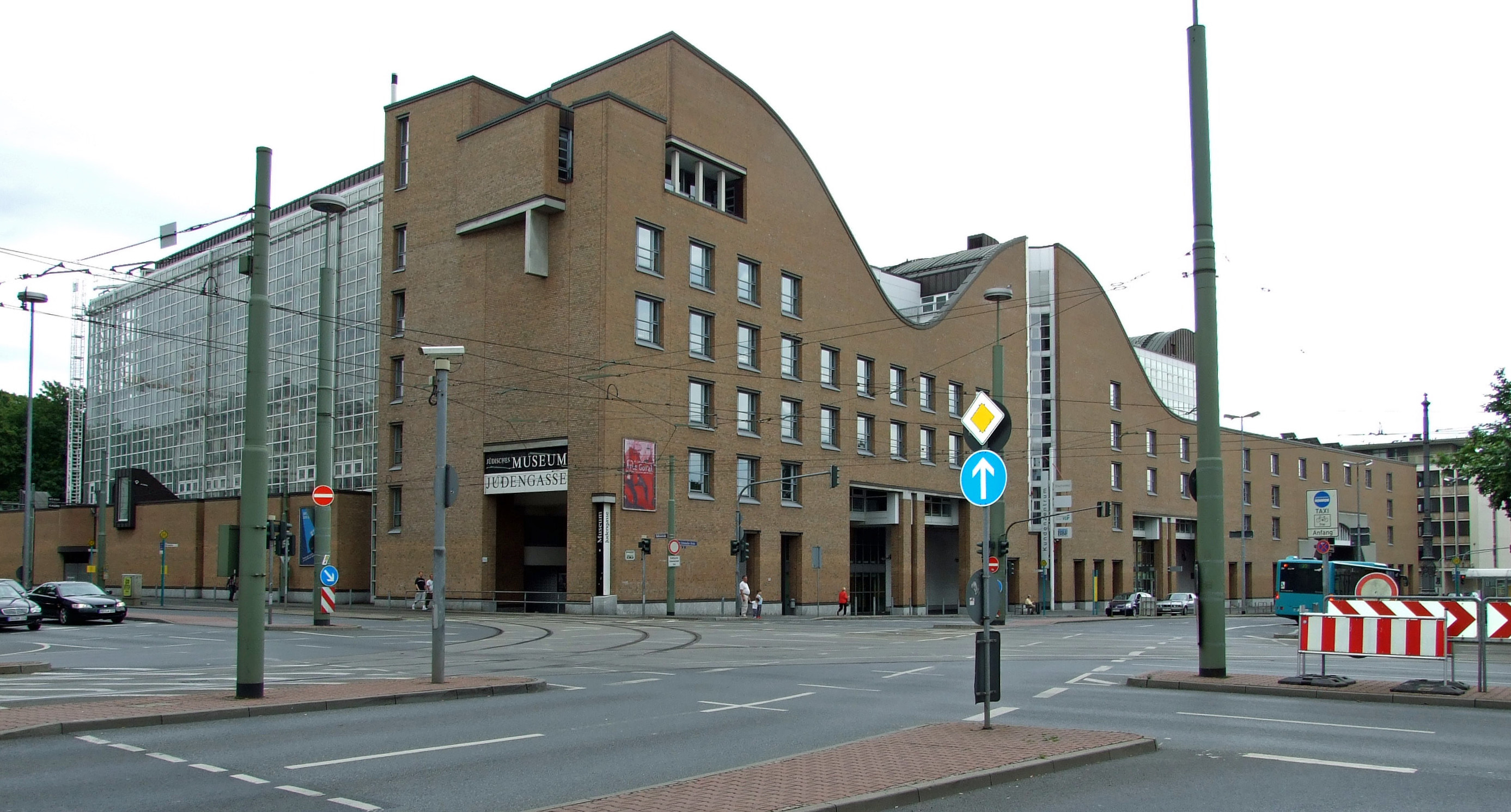
Музей гетто.

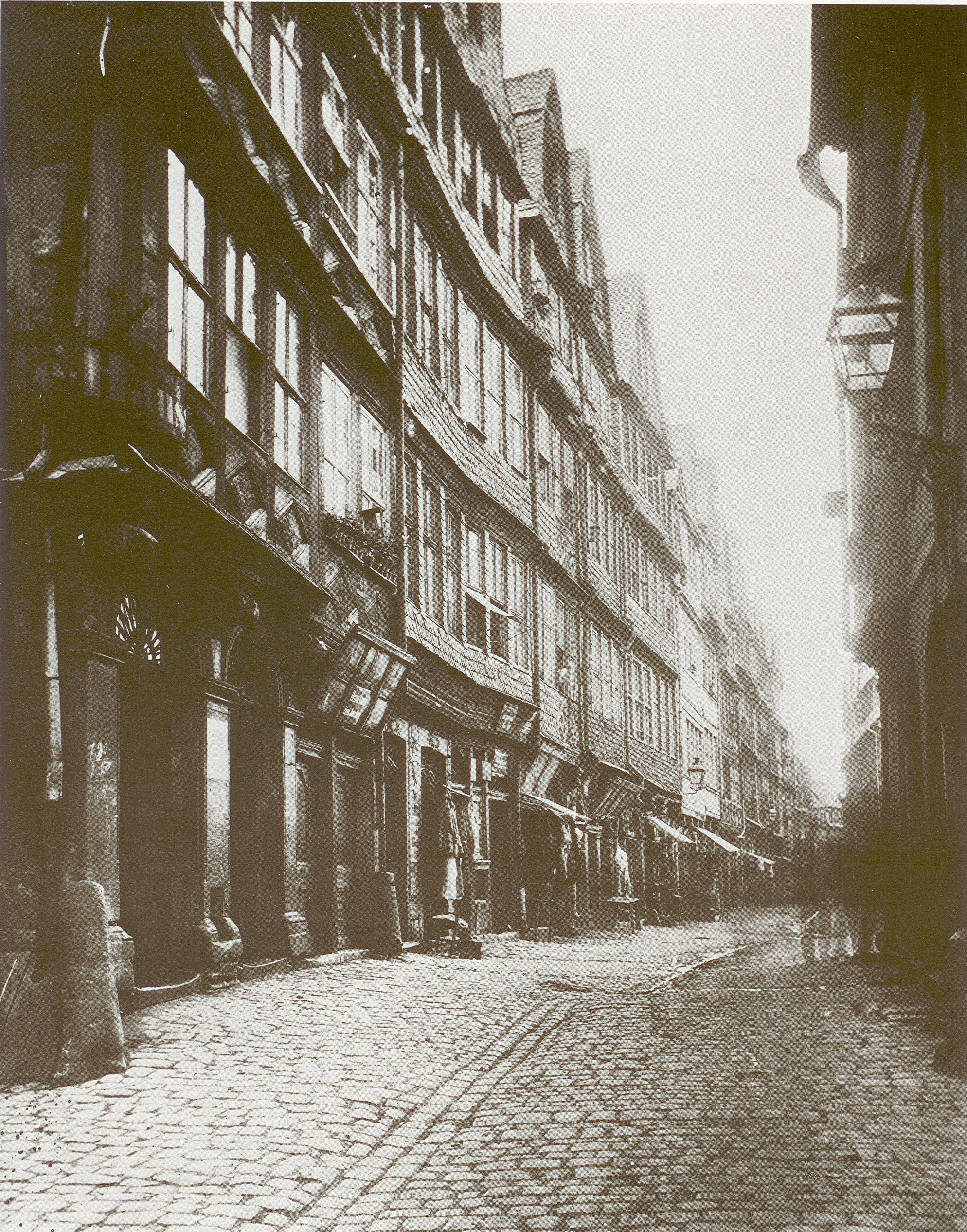
Франкфурторское гетто в 1868 году.

Франкфуртское гетто (нем. Frankfurter Judengasse , Юденгассе, «Еврейский переулок») — одно из европейских еврейских гетто, расположенное во Франкфурте-на-Майне, одно из первых гетто в Германии. Существовало с 1462 по 1811 год и было домом для крупнейшей еврейской общины Германии в исторический период, называемый европейское раннее Новое время.
История Франкфуртского гетто является частью истории евреев Германии.
В конце XIX века большая часть зданий на Юденгассе была снесена. Этот район сильно пострадал во время Второй мировой войны, после реконструкции района в современном городском пейзаже Франкфурта почти невозможно найти видимых следов гетто.
Послевоенная реконструкция предусматривала создание на территории бывшего гетто автостоянки, заправки и оптового цветочного рынка. В 1977 году при строительстве административного комплекса были обнаружены фундаменты 19 зданий, пять из которых можно увидеть в «Музее Юденгассе».

## Расположение

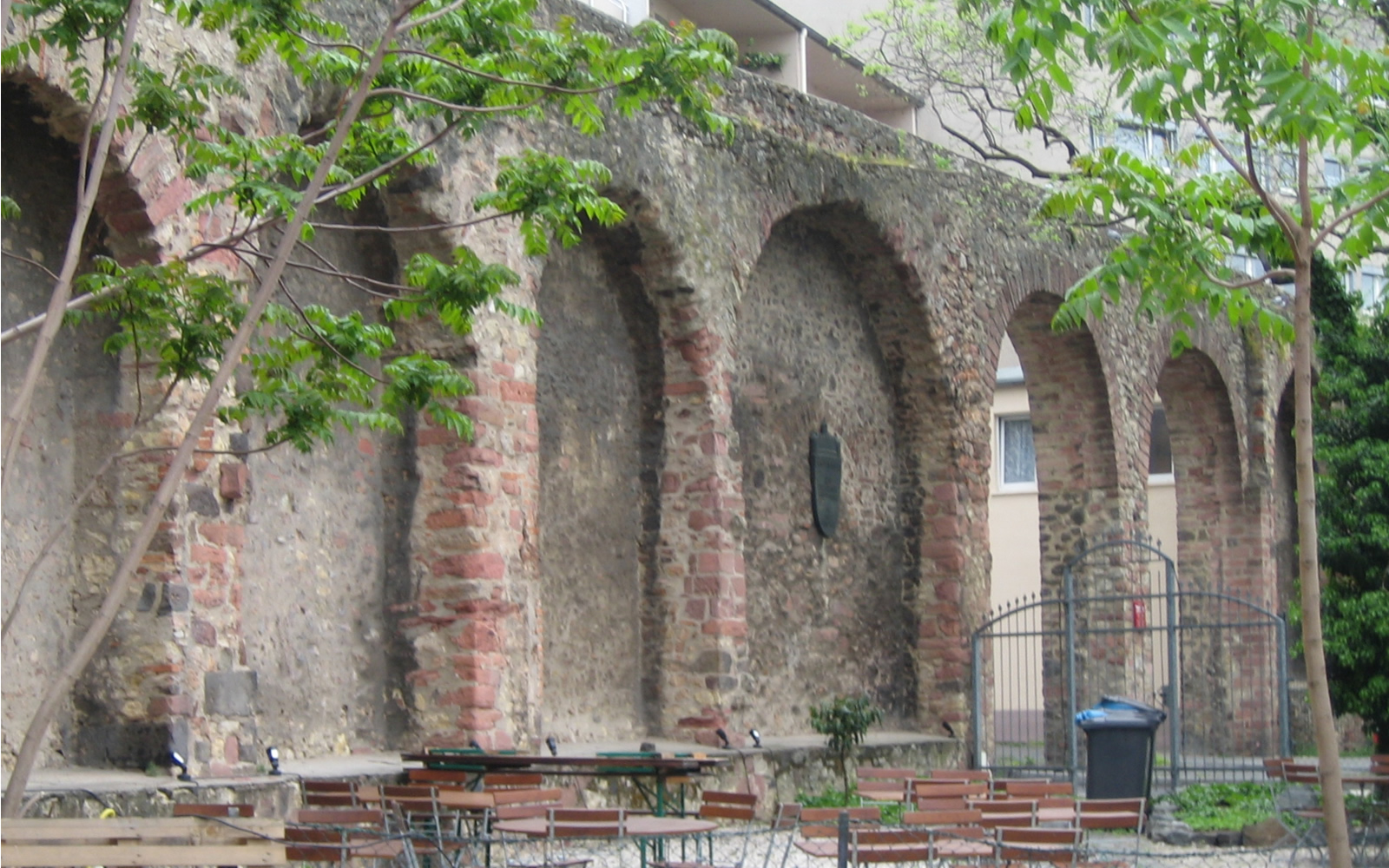
Часть городской стены на Фаргассе вблизи гетто.

Гетто располагалось за пределами городских стен к востоку от средневековой городской стены построеной при Штауфенах(Staufenmauer) и образовывало небольшую кривую улицу, протянувшуюся от сегодняшней площади Konstablerwache до Бернеплатц, недалеко от реки Майн. Улица гетто была длиной около 330 метров, шириной от трех до четырёх метров и имела трое городских ворот, запиравшихся на ночь, а также по воскресеньям и христианским праздникам. Из-за узости улицы и ограниченного доступа Юденгассе только в XVIII веке трижды уничтожалась пожаром: в 1711, 1721 и 1796 годах.
Первоначально на улице Юденгассе во Франкфурте проживало около 15 семей (110 человек), выселенных из города в гетто по указу Фридриха III в 1462 году. К XVI веку количество жителей выросло до более чем 3000 человек, проживающих в 195 домах. Плотность населения в гетто была одной из самых высоких в Европе. Современные документы описывали гетто, как место тесное, гнетущее и грязное.

## История до создания гетто
18 января 1074 года Генрих IV предоставил гражданам и евреям ШУМ-городов (акроним из первых букв еврейских названий трёх городов: Шин для Шпайера , Вав для Вормса и Мем для Майнца) и других мест, включая Франкфурт, определённые привилегии, касающиеся снижения сборов и ввозных пошлин. Однако, восемьдесят лет спустя, раввин Элиэзер  бен Натан из Майнца (умерший между 1145 и 1152 годами), автор хроники гонений евреев времён Первого крестового похода, перечислил в своей книге «Эбен ха-Эсер» места Германии, в которых из-за гонений уже отсутствовали еврейские общины, в их числе был и Франкфурт , еврейская община которого была очень малочисленной, хотя и богатой.
В последующие 90 лет евреи снова поселились во Франкфурте, так как погром 1241 года был задокументирован и еврейскими и христианскими властями.
До позднего средневековья франкфуртские евреи жили в современном старом городе, между собором Святого Варфоломея, Фаргассе и рекой Майн. В районе располагались ратуша, монетный двор и особняк архиепископа Майнца, таким образом получалось, что в этой центральной части города проживало много неевреев. В это время франкфуртским евреям разрешалось путешествовать по городу, что было необычной свободой в Священной Римской империи.

### Первый погром (1241 год)
Погром 1241 года во Франкфурте-на-Майне был вызван конфликтами вокруг еврейско -христианских браков и насильственного крещения детей от таких браков. В Доминиканских анналах Эрфурта записано:
- погибло несколько христиан и 180 евреев
- 24 еврея избежали смерти, приняв крещение
- была разграблена синагога и уничтожены свитки Торы.

Все это произошло несмотря на то, что евреи находились под защитой императора Священной Римской империи Фридриха II с 1236 года.
В еврейской панихиде записано, что лучники напали на раввина и его учеников в их школе, что подразумевает определённую степень планирования погрома.
Из-за нехватки источников доказательств ответственность за погром ни на кого не возложена, хотя и существуют недоказанные теории об ответственности:
- монахов-доминиканцев, имевших папский приказ бороться с ересью
- заговорщиков, использующих погром, как попытку ослабления династии Гогенштауфенов во главе с Фридрихом II.

Фридрих II приказал провести расследование, длившееся несколько лет. В 1246 году Конрад IV от имени своего отца Фридриха II издал документ о помиловании граждан Франкфурта.

### Второй погром (1349 год)
К XIV веку Франкфурт получил статус Вольного имперского города от императоров Людвига Баварского и Карла IV, что предполагало ответственность города только перед Императором Священной Римской империи и функционирование его, как города-государства с ограниченным контролем со стороны Императора.
В середине XIV века участились акты насилия, направленные против франкфуртских евреев. Людвиг Баварский арестовал некоторых членов еврейской общины по обвинению в преступлениях. Реагируя на аресты, многие местные евреи бежали из города, а император потерял специальный налог за защиту и поддержку евреев. Для компенсации этой потери дома бежавших евреев были конфискованы и проданы городу Франкфурту. Евреям, вернувшимся в город, император всего лишь разрешил вести переговоры с городом Франкфуртом о выкупе их имущества.
В июне 1349 года император Карл IV перечислил городу Франкфурту специальный еврейский налог в размере 15 200 фунтов стерлингов, переложив ответственность за защиту еврейского населения на городской совет Франкфурта.
После обвинения евреев в Чёрной чуме 1348 года Император заявил, что Франкфурт не будет нести ответственность, если евреи будут убиты в результате болезни или беспорядков, а имущество вернется в город.
Еврейские погромы во время чумы не обошли стороной Франкфурт. 24 июля 1349 года, в отсутствие в городе Императора, все евреи Франкфурта были забиты до смерти или сожжены (оценочное количество жертв 60), а их дома были подожжены. В более старых исторических источниках считается, что фанатичные флагелланты несут ответственность за инициирование убийств в ответ на чуму, однако современные исследования ставят под сомнение эту версию на основании того, что чума не достигла Франкфурта до осени 1349 года. Карла IV подозревают в молчаливом одобрении погрома, в то время, как некоторые местные лидеры увидели в потере имперской защиты возможность погасить свои долги и приобрести новую собственность. Например, церковный двор собора Святого Варфоломея был расширен за счет того, что раньше принадлежало евреям.

### Восстановление еврейской общины
В 1360 году евреем вновь было даровано Императором право на поселение во Франкфурте. Имперский представитель был отправлен во Франкфурт для сбора налогов и защиты прав евреев. Император, имевший право на налоги, взимаемые с вновь переселенного еврейского населения, сначала продал право на половину налогов архиепископу Майнца, который в 1372 году продал права Франкфурту за 6000 марок. Так город вернув контроль над еврейскими налогами.
К концу XIV века возросшая еврейская община построила новую синагогу, служившую не только для молитв, но и для ведения дел, принесения судебных присяг, выслушивания еврейским населением воззваний императора или городского совета, сбора раввином причитающихся налогов, назначения раввинского наказания за мелкие правонарушения. Недавние археологические раскопки выявили участок площадью 5,6 квадратных метра (60 квадратных футов) под синагогой, скорее всего, служивший миквой или ритуальной ванной.

### Еврейский кодекс проживания
Еврейский кодекс проживания — это набор специальных правил, которые определяли права и ограничения, применимые к еврейскому жителю от средневековья до XIX века. До второго погрома еврейской общины в 1349 году евреи Франкфурта числились в его Burgerlisten (нем., букв. «Список граждан», список людей, проживавших в городе и получивших какие-либо права и привилегии, причитающиеся этому городу).
Правила 1360 года
Восстановленная в 1360 году еврейская община получила иной и более низкий статус. Каждый еврей должен был индивидуально заключить соглашение с городским советом, которое включало:
- срок нахождения в городе
- сумму дани
- правила, которым необходимо было следовать.

В 1366 году император Карл IV поручил своему представителю Зигфриду не допускать, чтобы евреи становились мастерами гильдий, устанавливали собственные законы или держали собственные суды.
В 1424 году городской совет собрал все отдельные постановления в der Juden stedikeit (еврейские постановления). Устав читался каждый год в синагоге.

### Кризис и рост общины в XV веке
В XIV веке во Франкфурте не было влиятельного еврейского торгового высшего класса. Несмотря на уже существовавшую ярмарку, торговля во Франкфурте была менее налажена, чем в других городах Германии. Франкфуртские евреи были банкирами и давали ссуды ремесленникам, фермерам и дворянам из окрестностей Франкфурта. В качестве побочного небольшого бизнеса служила покупка и продажа заложенных товаров, торговля лошадьми, вином и зерном, а также тканями, платьями и украшениями. Судя по сумме налогов, уплачиваемых франкфуртскими евреями, богатство общины уступало богатству еврейских общин в Нюрнберге, Эрфурте, Майнце или Регенсбурге.
Законодательство 1386 года
В конце XIV века франкфуртские евреи подверглись усиленным ограничениям согласно Законодательству 1386 года:
- был запрещён приём на работу христиан и ограничено количество слуг-евреев в домашнем хозяйстве
- «амнистия еврейских долгов», выпущенная императором Вацлавом, была направлена против еврейских ростовщиков в пользу их христианских должников
- городской совет использовал новый жесткий налоговый закон, чтобы ограничить рост еврейского сообщества.

Между 1412 и 1416 годами количество еврейских семей сократилось с 27 до 4. В 1422 году городской совет отклонил имперский налог на еретиков, заявив своё исключительное право облагать налогом франкфуртских евреев, что вынудило еврейское население бежать из Франкфурта, чтобы избежать имперского наказания. Только в 1424 году евреям было разрешено вернуться после того, как император признал, что Франкфуртский совет был прав, отклонив налог на еретиков.
Еврейское население достигло своего минимума в 1416 году, после чего начался его рост. Во второй половине XV века франкфуртские евреи приносили все более значительные налоговые поступления. После изгнания евреев из Трира (1418 г.), Вены (1420 г.), Кельна (1424 г.), Аугсбурга (1438 г.), Бреслау (1453 г.), Магдебурга (1493 г.), Нюрнберга (1499 г.) и Регенсбурга (1519 г.) городской совет разрешал селиться в городе только самым зажиточным евреям.
В течение XV века усиливались ограничения для евреев. Тем не менее, когда император Максимилиан наложил налог на еврейские общины для оплаты своей итальянской кампании в 1497 году, вклад Франкфурта уступал только вкладу города Вормс.

## Франкфуртское гетто

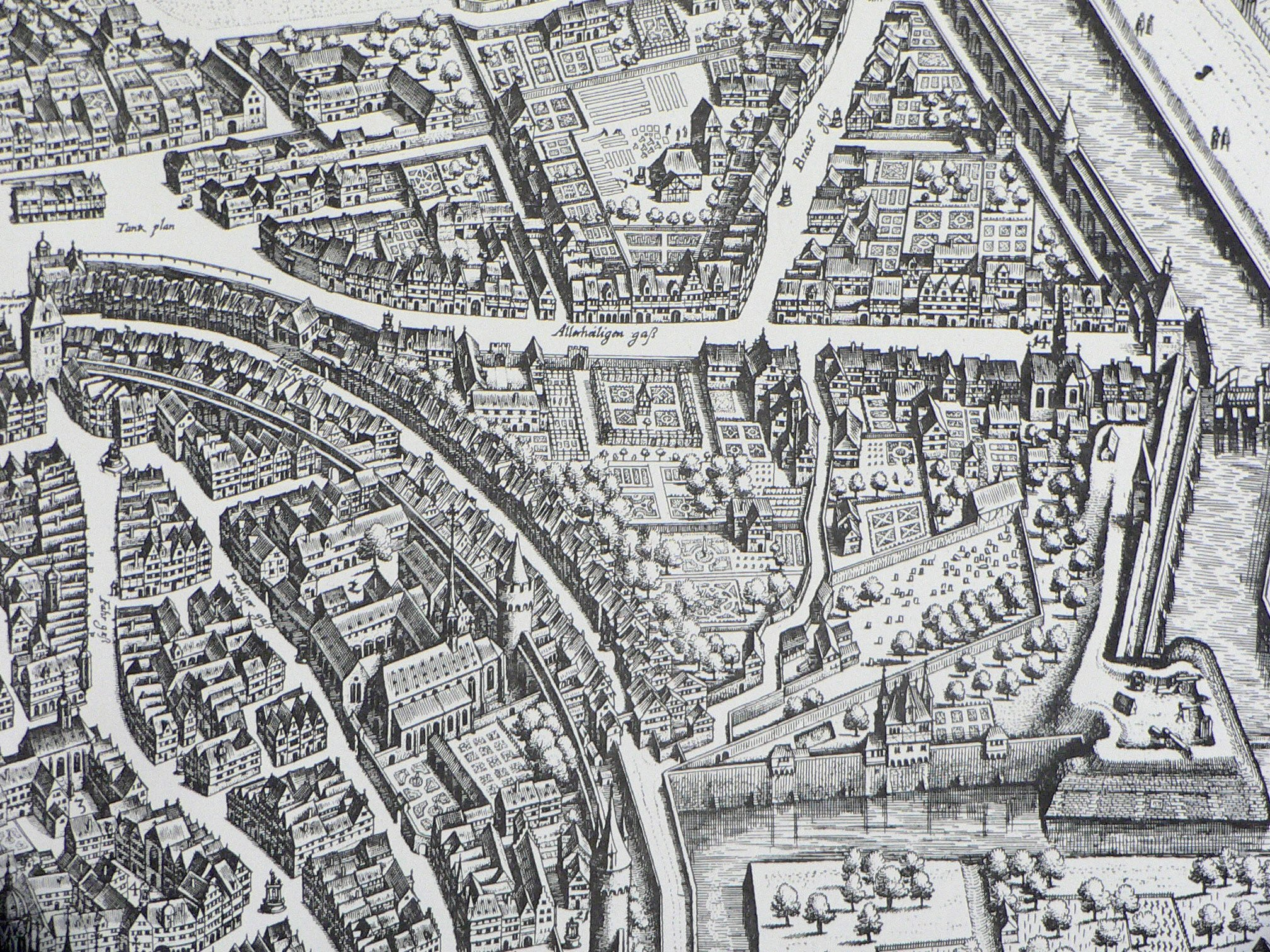
Карта Франкфурта 1628 года с изогнутой улицей Юденгассе.

### Предпосылки
К 1431 году городской совет рассматривал варианты борьбы с евреями, из-за которых город часто конфликтовал либо с императором, либо с архиепископом Майнца. Совет обсуждал создание гетто как в 1432, так и в 1438 году, но только в 1442 году император Фридрих III приказал переселить всех евреев, живших рядом с собором, так как пение в синагоге мешало христианским службам в соборе. Ненависть к евреям нарастала, после произошедшего в 1446 году убийства еврея, Секретарь городского совета записал это событие с восхвалением Богу.
В 1452 году кардинал Николай Кузанский посетил город, чтобы побудить городской совет обеспечить соблюдение правил ношения евреями одежды. Евреям предписывалось иметь отличительный знак:
- синяя вуаль для евреек
- жёлтая повязка на рукаве у мужчин-евреев.

### Строительство гетто
В 1458 году городской совет начал строить дома за пределами городской стены и рва, следуя повторному приказу императора Фридриха III.
В 1462 году произошло вынужденное переселение евреев в эти дома, что и стало началом изолированного и закрытого гетто.
В 1464 году город построил за свой счет:
- 11 домов
- танцевальный зал
- 2 паба
- общественный центр.

Холодная баня и синагога были построены еврейской общиной.
Эта первая синагога гетто, известная как Altschul (нем. «старая школа»), была построена на восточной стороне Юденгассе.
В 1465 году городской совет возложил расходы на дальнейшее строительство в гетто на еврейскую общину.
В 1471 году на средства еврейской общины проложили дорогу, построили второй колодец и теплую баню. Городской совет сохранял за собой права на землю и любые построенные дома, независимо от того, кто их построил, и за любой застроенный участок в пределах гетто получал ренту от владельца.
В течение следующего столетия население гетто росло, евреям разрешили расширить гетто до городского рва. После расширений 1552 и 1579 годов площадь гетто оставалась практически неизменной до XIX века.
Во время экономического роста в конце XIV века еврейское население увеличилось с 260 человек в 1543 году до примерно 2700 человек в 1613 году. Поскольку расширение гетто было запрещено, новые дома строились путем разделения существующих домов, построения задних рядов жилых домов, (в гетто было четыре ряда домов), добавления дополнительных этажей, причём верхние этажи были надстроены, так что почти касались друг друга, добавления мансард.

### Жизнь в гетто
Гетто представляло собой густонаселенный район города, чему способствовал как быстрый рост населения, так отказ городских властей Франкфурта разрешить расширение территории гетто.
Практически каждый аспект жизни регулировался постановлениями совета, относящимися к еврейской общине:
- не разрешалось покидать гетто по ночам, воскресеньям, христианским праздникам или во время выборов и коронации императора Священной Римской империи
- Законы регулировали право жить в городе, сбор дани и разрешённые профессии
- Каждый еврей должен был носить круглую жёлтую метку на своей одежде
- приток евреев во Франкфурт был строго ограничен.

в 1616 году был издан новый свод правил.

### Раввинская конференция 1603 года
В XVI веке еврейская община Франкфурта была одной из самых важных в Германии, а на территории гетто:
- была создана Талмудическая академия, где преподавали галахические раввины
- печатались каббалистические произведения
- деньги еврейских общин Германии, собранные для бедных евреев в Палестине, отправлялись во Франкфурт для перевода.

В 1603 году во Франкфурте состоялась Конференцией раввинов, на которую были направлены представители наиболее важных еврейских общин Германии (в том числе Майнца, Фульды, Кёльна и Кобленца). Конференция касалась следующих тем:
- мошенничество в торговле и чеканке монет
- ответственность перед местными властями
- религиозные вопросы и ритуальные правила.

Решения конференции были объявлены в Германии государственной изменой. Император Рудольф II обнаружил, что резолюции конференции превосходят предоставленные евреям привилегии. В результате защита Императора была снята примерно на 25 лет. В 1631 году общины заплатили большой штраф архиепископу Кельна за урегулирование спора.

### Восстание Феттмильха
В 1612—1614 году произошло восстание Феттмильха (по имени главаря Винценца Феттмильха), причинами которого стала напряженность между патрициями и гильдиями. Гильдии обвиняли городской совет в том, что за деньги евреям позволялось нарушать установленные для них ограничительные законы. Во время бунта гетто подверглось нападению и разграблению, а евреи были изгнаны из города. В ходе погрома были убиты два еврея и один нападавший.
В ходе восстания гильдии требовали более активного участия в городской и фискальной политике, снижения цен на зерно, а также введения некоторых антиеврейских правил, в число которых входило ограничение численности евреев в гетто, снижение на 50 % процентной ставки, которую могли взимать еврейские ростовщики. Торговцы и независимые мастера также поддерживали Феттмильха в надежде списать свои долги, ограничив число ростовщиков.

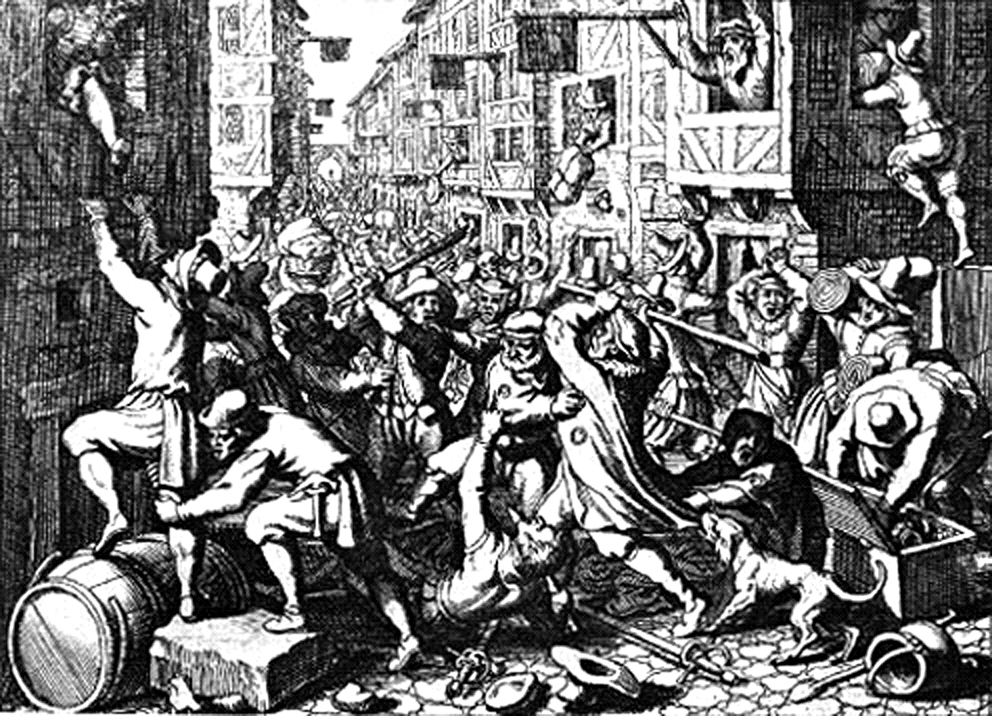
Разграбление гетто 22 августа 1614 года.

В конце 1613 года городской совет достиг соглашения с Феттмильхом и его сторонниками, предоставив гильдиям бо́льшую власть и права. Узнав, что у города большие долги и что городской совет незаконно присвоил собранный еврейский налог, Феттмильх объявил Совет свергнутым и захватил городские ворота. Император Матиас, который до этого был нейтрален, вступил в конфликт, потребовав восстановления городского совета и пригрозив имперским запретом, лишающим бунтовщиков всех прав.
В ответ бунтовщики разгромили гетто (1614 год), согнав всех его жителей (около 1380 человек) на еврейское кладбище, разграбив и частично разрушив еврейские дома. На следующий день евреи были вынуждены покинуть город. Они нашли убежище в близлежащих общинах, особенно в Ханау, Хёхсте и Оффенбахе.
28 сентября 1614 года император вынес приговор Феттмильху и его последователям. 27 ноября Феттмильх был арестован. Ему и ещё 38 были предъявлены обвинения в неповиновении и мятеже против императора и в преследовании евреев. 28 февраля 1616 года Феттмильха и ещё шесть человек казнили на Франкфуртской площади Россмаркт. В тот же день, 20 адара 1616 года по еврейскому календарю, имперские солдаты привели бежавших евреев обратно во Франкфурт. Над воротами гетто был установлен имперский орел с надписью «Защищено Римским Императорским Величеством и Священной Империей». Годовщину возвращения с тех пор отмечали как Пурим Винц, по имени Феттмильха, названного новым Аманом. Пурим- Кадиш включал в себя напоминание о радостном возвращении.
Впервые многие христианские комментаторы поддержали еврейскую общину в этом споре.

### Еврейский кодекс проживания 1616 года
В качестве реакции на восстание Феттмильха в 1616 году был издан новый свод правил, основанных, в основном, на антисемитских взглядах и мало способствовавших защите прав еврейской общины:
- только 500 еврейским семьям было разрешено жить в гетто ( за 60 лет до погрома 1614 года еврейское население увеличилось в десять раз с 43 до 453 семей)
- разрешалось только 12 свадеб в год (христиане должны были доказать только то, что их богатство позволяло вступать в брак).

Даже состоятельные и влиятельные жители, такие как банкир Майер Амшель Ротшильд (1744—1812), не были исключены из действия этих Законов.
В бизнесе евреям в целом были предоставлены те же права, что и христианам-негражданам, исключавшие их из большинства видов бизнеса, при этом запрещалось:
- открывать магазины
- заниматься розничной торговлей в городе
- вступать в деловые предприятия с полноправными гражданами
- владеть коммерческой недвижимостью.

Евреям, в отличие от христиан-неграждан, прямо разрешалось заниматься оптовой торговлей товарами, такими как зерно, вино, ткань, шелк и другие ткани. Император, возможно, решил таким образом ослабить могущественных торговцев-христиан, которые узурпировали власть, утраченную гильдиями во время Феттмильхского восстания.
Теперь правила не обновлялись каждые три года и, следовательно, представляли собой постоянный вид на жительство. Однако евреи, в отличие от христиан, не могли претендовать на гражданство. Закон 1616 г. прямо запрещал евреям даже называть себя «гражданами». Евреи платили больше, чем другие жители дополнительных пошлин и дополнительных налогов.
В 1618 г. в гетто числилось 370 семей, живших в 195 домах.
Закон 1616 г. несколько раз пересматривался, например в 1660 году, с каждым разом с улучшением положения евреев. Однако еврейские законы оставались средневековой правовой конструкцией до XIX века.

### Великий пожар в гетто 1711 года

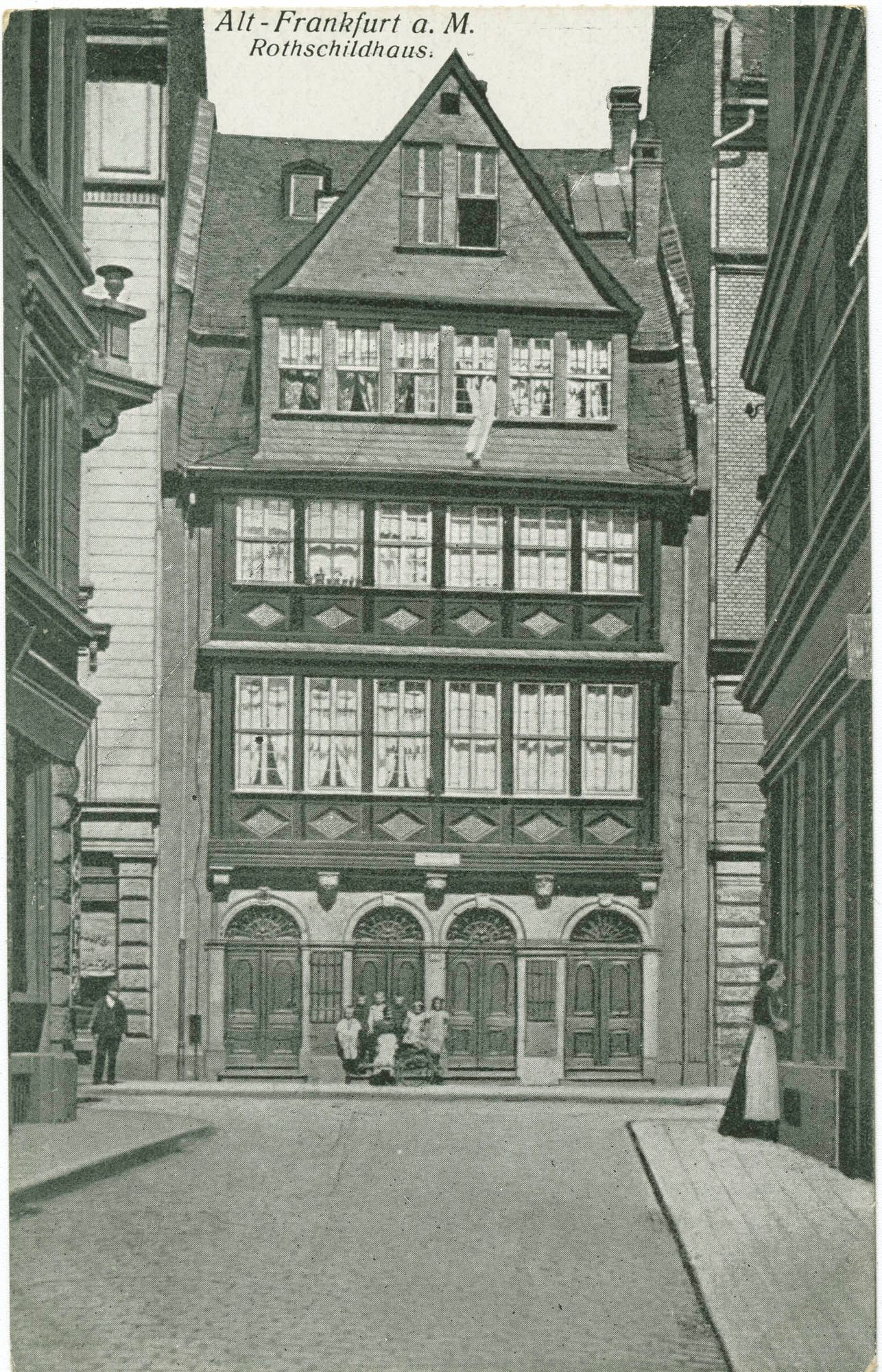
Дом семьи Ротшильдов, крупной банкирской семьи в гетто.

14 января 1711 года на улице Юденгассе вспыхнул пожар, ставший одним из крупнейших пожаров, когда-либо происходивших во Франкфурте. Пожар начался около 8 часов вечера в доме, принадлежащем старшему раввину Нафтали Коэну, жившему напротив синагоги. Сильный ветер, плотность застройки, деревянная конструкция домов, общее отсутствие противопожарных стен и выступающие верхние этажи позволили огню распространиться по гетто.
Из-за боязни мародерства ворота в гетто были заперты. Соседние христиане, наконец, позволили евреям бежать из горящего гетто. В течение суток все дома гетто сгорели дотла. Ветер переменился, прежде чем огонь успел распространиться дальше.
Четыре человека погибли в огне, многие ценные предметы были уничтожены, в том числе книги, рукописи и свитки Торы. После пожара жителям гетто разрешили снимать дома в Христианском Франкфурте до тех пор, пока их дома не будут отстроены заново. Евреи, жившие в гетто без разрешения, были изгнаны. Еврейская община Франкфурта установила дату пожара (24 тевета) как поминальный и постный день.
К концу сентября 1711 года вместо сгоревшей синагоги было построено новое здание на старом фундаменте.
Новое здание синагоги состояло из трех частей: старой синагоги, трехэтажной женской синагоги на севере (которая была частично отделена от синагоги) и новой синагоги на юге. Старая синагога была украшена многими готическими элементами, включая готические арки, колонны и большое окно-розетку. По сравнению с другими синагогами эпохи барокко (Пражскими, Амстердамскими или Польскими) эта синагога выглядела средневековой. Архитектура могла отражать изоляцию гетто.
Городской совет потребовал, чтобы вся реконструкция в гетто соответствовала строгим строительным нормам, что способствовало сохранению чертежей старой улицы Юденгассе.

### Пожар в гетто 1721 года
28 января 1721 года в гетто вспыхнул второй пожар. В течение одиннадцати часов вся северная часть переулка была охвачена пламенем. Сгорело более 100 домов, а некоторые дома были разграблены и повреждены жителями-христианами. Император Карл VI потребовал от городского совета наказать грабителей и лучше защитить еврейскую общину. После долгих переговоров в городском совете, за счет аннулирования причитающихся налогов и сборов, убытки еврейской общины были компенсированы. Реконструкция происходила очень медленно, потому что большая часть населения обеднела в результате предыдущих стихийных бедствий.
После пожара часть жителей поселилась во Франкфурте у помещиков-христиан. В 1729 году городской совет заставил 45 семей, живших во Франкфурте, вернуться в гетто.

### Бомбардировка 1796 года

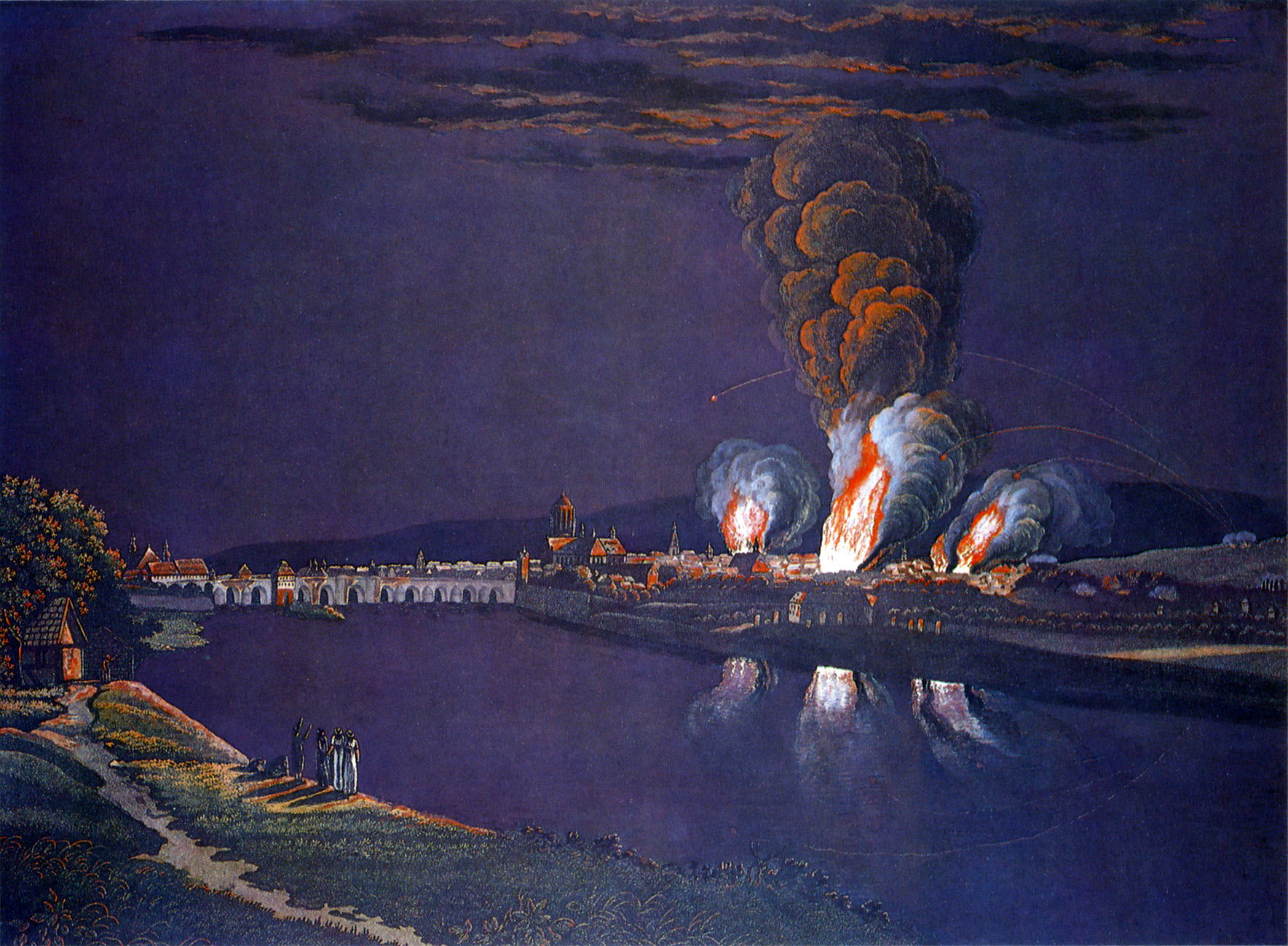
Конец Юденгассе 13-14 июля 1796 г.

В июле 1796 года французские революционные войска под командованием Жана Батиста Клебера осадили Франкфурт, в котором находился гарнизон австрийских войск. Пушки французской армии, расположенные к северу от города между воротами Эшенхеймера и воротами Всех Святых, обстреляли город вечером 12 июля и днем 13 июля. Дальнейший обстрел в ночь с 13 на 14 июля нанес значительный ущерб гетто. Северная часть Юденгассе загорелась, треть домов была уничтожена, австрийский гарнизон был вынужден сдаться.
Бомбардировка привела к фактической ликвидации гетто.

### Бунты Хеп-хеп, 1819 год
Бунты Хеп-хеп во Франкфурте продлились с 8 по 12 августа 1819 года.

## Конец гетто

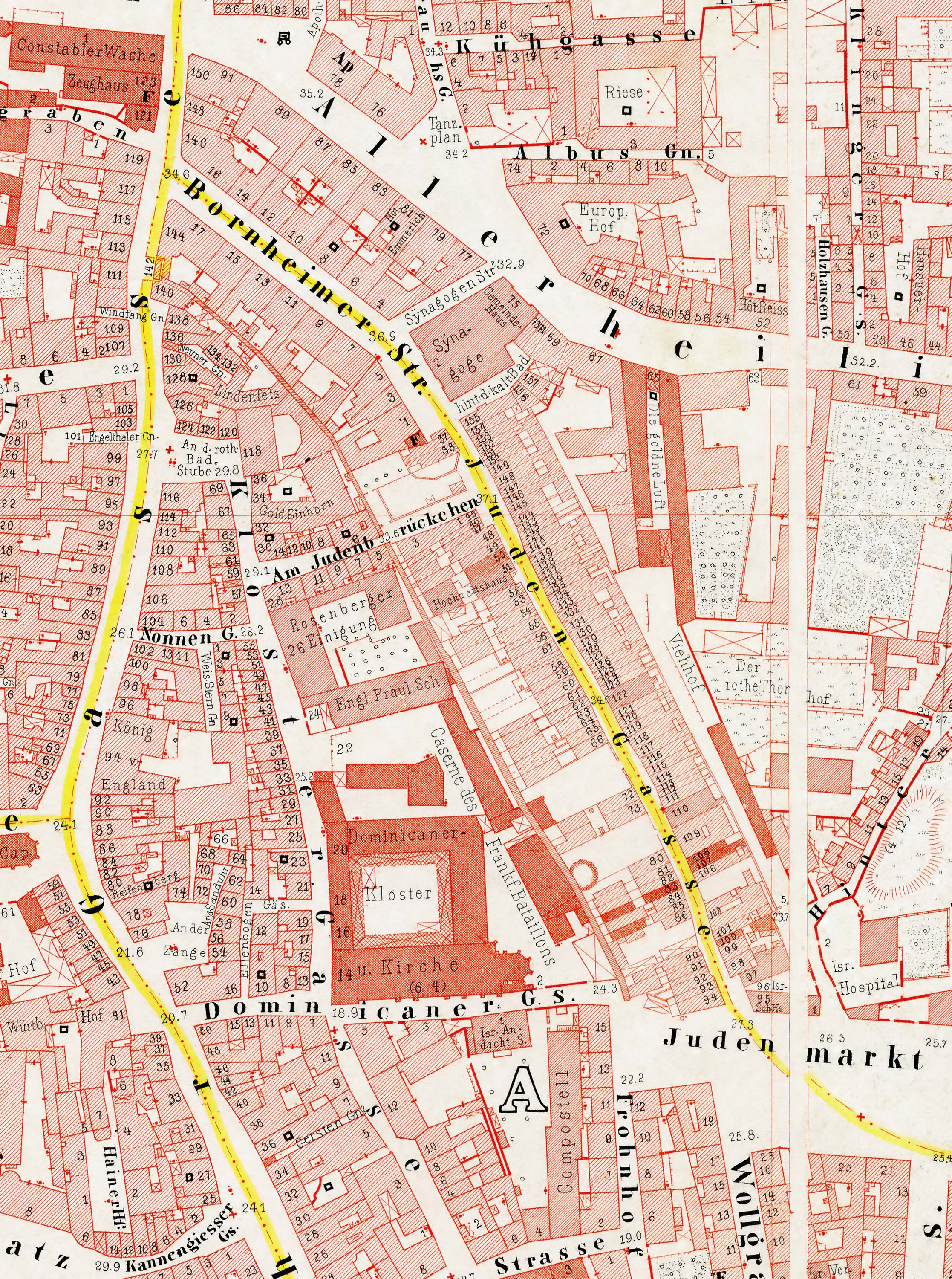
Юденгассе на карте города (1861 г.).

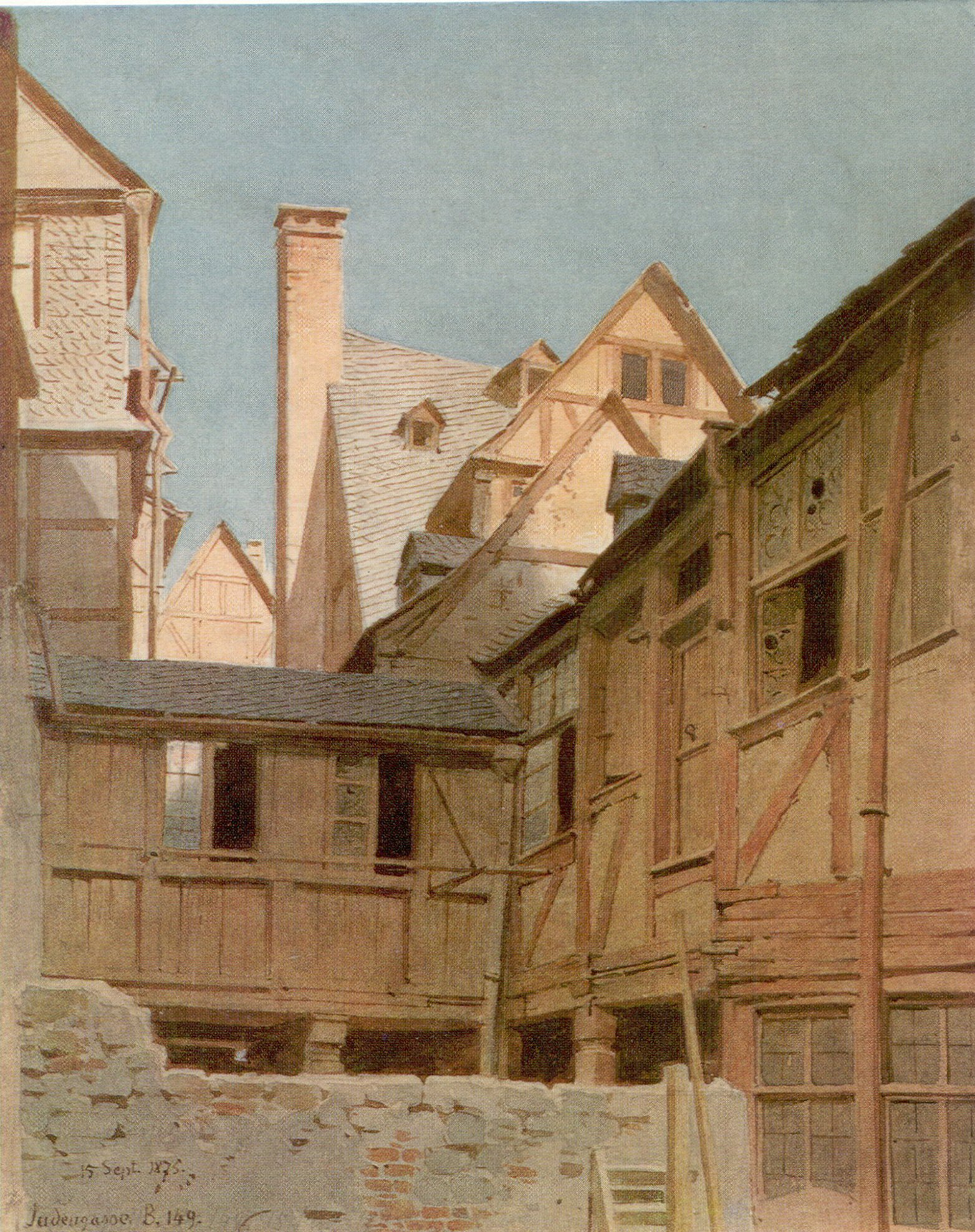
Снос еврейского гетто 1875, акварель.

Франкфурт был одним из последних городов Европы, разрешившим евреям покинуть гетто. Антисемитским ответ городского совета Франкфурта в 1769 году на прошение евреев о выходе из гетто по воскресеньям во второй половине дня гласил:
«… пример безграничного высокомерия этого народа, который прилагает все усилия, чтобы использовать все возможности, чтобы поставить себя равным христианским гражданам.»
На опубликование в 1779 году драмы Готхольда Лессинга «Натан Мудрый», горячо призывающей к религиозной терпимости, Городской совет Франкфурта ответил немедленным запретом книги и конфискацией всех найденных экземпляров. Лоббистские усилия Франкфуртских евреев как императора, так и немецкого парламента в Регенсбурге с целью улучшения своего статуса, который существенно не изменился после Патента о веротерпимости, изданного императором Иосифом II, оказались тщетными. Только война между Францией и коалицией Австрии, Англии и Прусского королевства принесла евреям свободу.
В 1806 году назначенный французами великий герцог Франкфуртский Карл фон Дальберг предоставил равные права всем религиозным вероисповеданиям. Одним из его первых действий была отмена старого муниципального закона, запрещавшего евреям ходить по главной кольцевой дороге Анлаген. Когда для еврейской общины была построена новая школа, он пожертвовал крупную сумму денег. Несмотря на усилия фон Дальберга, в 1807 была предпринята попытка городского совета восстановить гетто.
Только в 1811 году Высочайшее постановление Дальберга о равенстве гражданских прав еврейского муниципалитета отменило требование жить в гетто и все специальные еврейские налоги. При этом еврейской общине было выдвинуто требование об уплате единовременной суммы в размере 440 000 флоринов.

## Гетто в XIX и начале XX веков

Новая Главная синагога, ок. 1860.

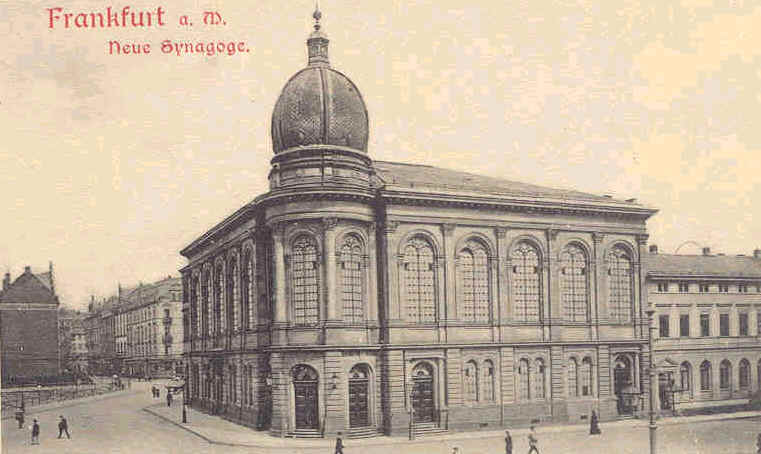
Синагога Бернеплац, ок. 1890.

После распада Рейнской Конфедерации и восстановления Вольного города Франкфурта в 1816 году Сенат согласовал ряд статей Конституции. Права евреев снова были урезаны, но без продления требования жить в гетто. В 1864 году Франкфурт стал вторым немецким городом после Великого герцогства Баденского (1862 г.), в котором были сняты все ограничения прав граждан и предоставлено гражданское равенство евреям.
Большинство евреев покинули бывшее гетто в XIX веке и поселились в соседнем пригороде Остенде.
В 1874 году запущенные строения на западной стороне улицы были снесены. В 1884 году были снесены почти все дома на восточной стороне улицы. Среди оставшихся зданий был семейный дом Ротшильдов под номером 148, в котором разместился музей. Вдова Майера Амшеля Ротшильда, Гутеле Ротшильд (урожденная Шнапер), жила в этом доме даже после того, как её пятеро сыновей были возведены в дворянство в 1817 году.
К 1854 году еврейская община снесла старую синагогу 1711 года, чтобы построить новую синагогу в 1859—1860 годах, ставшую центром реформистского иудаизма во Франкфурте (синагога была разрушена во время Хрустальной ночи при нацистах).
После реконструкции улица Юденгассе была переименована в честь поборника эмансипации евреев, жителя Франкфурта Людвига Бёрне в Бёрнештрассе, а старый Юденмаркт (Еврейский рынок) был переименован в Бёрнеплац (нем. Boerne Platz).
В 1882 году на Бёрнеплац ортодоксальные евреи построили свою собственную синагогу, также разрушенную в 1938 году во время Хрустальной ночи.
После прихода к власти нацистов в 1933 году Бёрнештрассе была переименована в Гроссер Воллграбен, а площадь Бёрнеплац переименовали в Доминиканерплац в честь доминиканского монастыря на западной стороне.
Все евреи Франкфурта были выселены нацистами, а Юденгассе была полностью разрушена во время бомбардировки Франкфурта во время Второй мировой войны.

## Остатки гетто

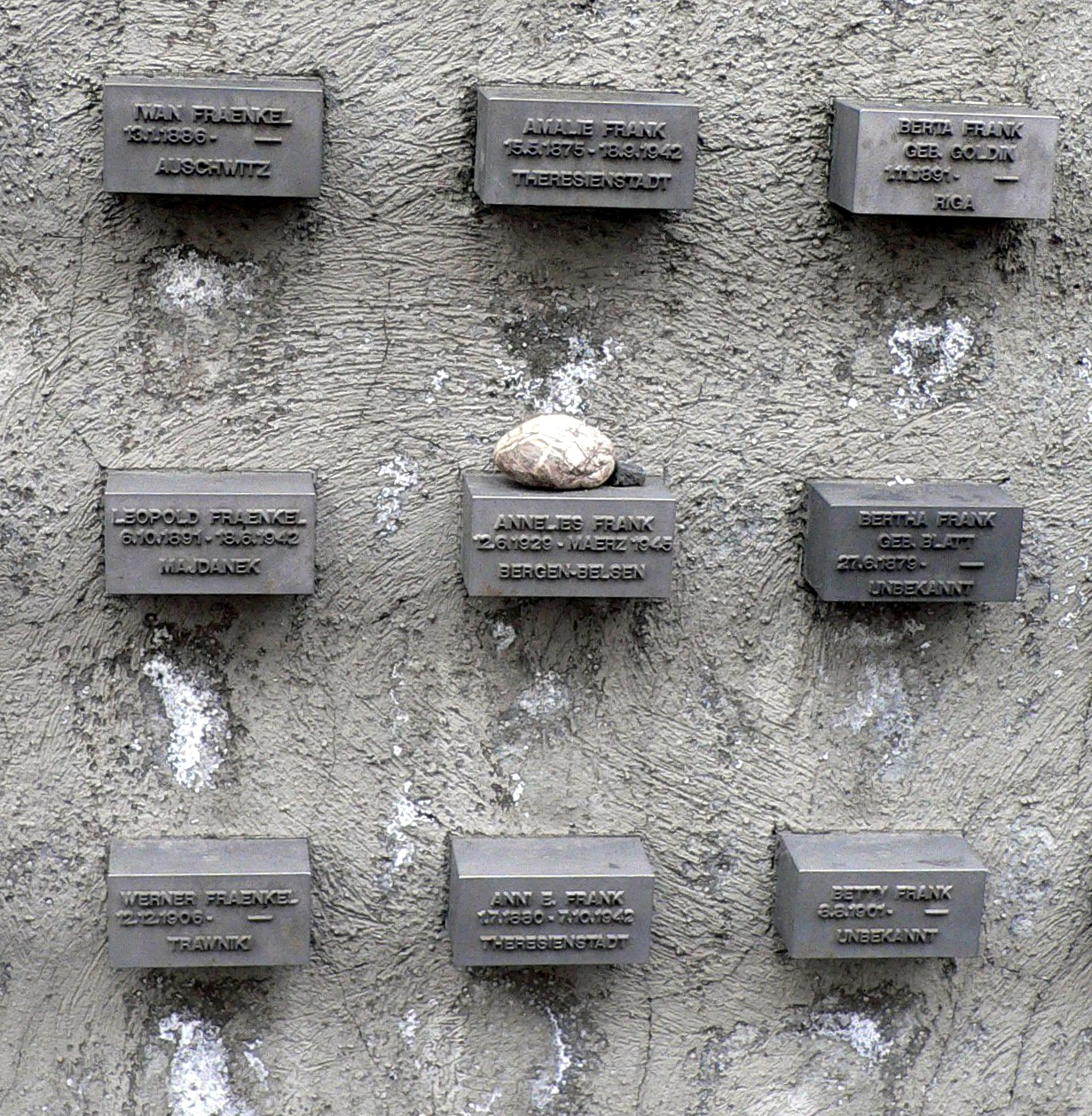
Мемориал 11 134 жителям Франкфурта, погибшим во время Холокоста — имя Анны Франк находится в центре, а на её табличке установлен камень.

После Второй мировой войны территория бывшего гетто была застроена. С 1952 по 1955 год были построены дороги, в том числе Курт-Шумахер-штрассе (названная в честь Курта Шумахера) и Берлинер-штрассе. Бёрнеплац (который не возвращался к этому названию до 1978 года) стал местом расположения Оптового рынка цветов, который исчез в 1970-х годах.
Вдоль северной части нынешней дороги An der Staufenmauer к югу от Konstablerwache можно увидеть последние остатки старой стены, составлявшей западную сторону гетто. Широкая улица Курта Шумахера пересекает часть бывшего Юденгассе под углом и охватывает большую часть бывшего гетто. Главная синагога находится на улице Курта Шумахера, напротив перекрестка с улицей Аллерхайлиген. Мемориальная доска на синагоге указывает на местонахождение улицы Юденгассе, 41.
Южный конец Юденгассе занят Центром обслуживания клиентов Франкфуртской коммунальной службы (построена в 1990 году). В этот южный конец можно попасть из Музея Юденгассе.

### Музей Юденгассе
В 1980-х годах при строительстве нового административного здания городского коммунального хозяйства были обнаружены фрагменты миквы (ритуальной бани) и несколько фундаментов еврейских домов.
В 1992 году, после ожесточённых городских дебатов, в сохранившемся подвале под Административным зданием был открыт Музей Юденгассе, как филиал Франкфуртского еврейского музея. Рядом с музеем, на Neuer Börneplatz (нем. New Boerne Platz), на тротуаре отмечены части контура разрушенной синагоги Börneplatz.

### Хрустальная ночь

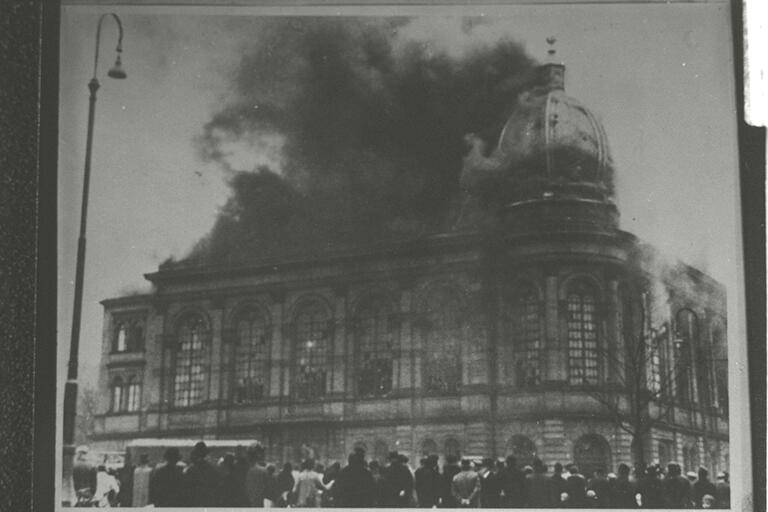
Главная синагога во Франкфурте разрушена во время Хрустальной ночи

Большинство синагог во Франкфурте были сильно повреждены или разрушены нацистами во время Хрустальной ночи. К ним относятся синагоги на Alt Heddernheim 33, Börneplatz, Börnestraße, Conrad-Weil-Gasse, Freiherr-vom-Stein-Straße, Friedberger Anlage 5-6, Hermesweg 5-7, Inselgasse 9, Marktplatz (Ortsteil Höchst), Obermainanlage 8, Ostendstraße 18, Rechneigrabenstraße 5 (синагога Niederhofheim’sche), Schloßstraße 5 и Унтерлиндау 21.
Депортация еврейских жителей на Восток с целью уничтожения ускорилась после Хрустальной ночи. Их имущество и ценности были изъяты гестапо перед депортацией, и они подверглись крайнему насилию во время транспортировки в вагонах для перевозки скота. Большинство из них оказались в новых гетто, созданных нацистами, таких как Варшавское гетто, а затем были убиты в таких лагерях, как Собибор, Белжец и Треблинка.

### Еврейское кладбище на Баттоннштрассе
Неотъемлемой частью еврейского гетто являлось большое (11 850 м 2 или 2,93 акра) еврейское кладбище вдоль современной Баттоннштрассе, самая большая по площади собственностью евреев в городе. Впервые кладбище было упомянуто в 1180 году. Похороны осуществлялись до 1828 года. Самые старые могилы датируются примерно 1270 годом, что делает Франкфуртское еврейское кладбище вторым старейшим в Германии (после Вормса). Кладбище впервые упоминается в документе о покупке 1300 года. До 1333 года, когда император Людвиг Баварский расширил город, кладбище находилось за пределами городских стен и граничило с некоторыми садами собора Святого Варфоломея. В самом начале кладбище было обнесено стеной. В 1349 году, во время кризиса престолонаследия императора Священной Римской империи (Франкфурт выступил за Гюнтера фон Шварцбурга против Карла IV), когда ожидалось нападение Карла, еврейское кладбище было укреплено одиннадцатью эркерными окнами. Позже, в 1388 году во время войны между Швабией и Зальцбургским архиепископом, кладбище снова укрепили. Самая известная могила на кладбище — могила Майера Амшеля Ротшильда, создателя банка во Франкфурте-на-Майне, основателя династии предпринимателей Ротшильдов.
С 1828 по 1929 год евреев хоронили на еврейском кладбище на Рат-Бейльштрассе (находилось рядом с главным кладбищем).
С 1929 года использовалось новое кладбище на Эккенхаймер-Ландштрассе.
В начале XX века на кладбище насчитывалось около 7000 надгробий. В ноябре 1942 года, по приказу нацистского мэра Фридриха Кребса, кладбище было разрушено, около двух третей надгробий было уничтожено. Сегодня лишь небольшая часть кладбища сохранилась в первоначальном состоянии. В 1996 году на кладбище был сооружён Мемориал Бёрнеплац, на котором было  размещено 11 134 небольших таблички, на каждой из которых было выгравировано имя еврейского гражданина из Франкфурта, убитого во время Холокоста.
На одной из табличек — имя Анны Франк (находится в центре), на её табличке установлен памятный камень.

## Музей гетто
Гетто является частью Музейной набережной. Музей Франкфуртского гетто является частью Еврейского музея Франкфурта-на-Майне и граничит как с мемориалом франкфуртских евреев, убитых в эпоху национал-социалистов, так и со вторым старейшим еврейским кладбищем в Германии.

## Для дальнейшего чтения
Примечание. Все нижеперечисленное на немецком языке.
- Фриц Бакхаус (Hrsg.): «Und groß war bei der Tochter Jehudas Jammer und Klage. . .» : Die Ermordung der Frankfurter Juden im Jahre 1241. Группа 1 der Schriftenreihe des Jüdischen Museums Франкфурт-на-Майне. Зигмаринген 1995, Торбеке-Верлаг,ISBN 3-7995-2315-4
- Фриц Бакхаус, Гизела Энгель, Роберт Либерлес, Маргарет Шлютер (Hrsg.): Die Frankfurter Judengasse. Jüdisches Leben in der Frühen Neuzeit. Группа 9 der Schriftenreihe des Jüdischen Museums Франкфурт-на-Майне. Франкфурт-на-Майне, 2006 год. Societäts-Verlag,ISBN 3-7973-0927-9
- Майкл Бест (Hrsg.): Der Frankfurter Börneplatz. Zur Archäologie eines politischen Konflikts, Франкфурт-на-Майне: Fischer-Taschenbuch-Verlag, 1988,ISBN 3-596-24418-8
- Амос Элон: Старший Ротшильд. Биография eines Frankfurter Juden, Рейнбек 1999 г.ISBN 3-499-60889-8
- Франкфуртская историческая комиссия (Hrg.): Франкфурт-на-Майне — Die Geschichte der Stadt in neun Beiträgen. Зигмаринген 1991. Ян Торбеке Верлаг,ISBN 3-7995-4158-6
- Вальтер Гертейс: Das unbekannte Frankfurt. Новый Фольге. Франкфурт-на-Майне, 1961 год. Ферлаг Франкфуртер Бюхер
- Исидор Кракауэр, Geschichte der Juden во Франкфурте a. М. (1150—1824). 2 Банде, Франкфурт a. М. 1925—1927 гг.
- Ойген Майер: Die Frankfurter Juden, Франкфурт-на-Майне, 1966, Waldemar Kramer Verlag
- Фридрих Шундер: «Das Reichsschultheißenamt во Франкфурте-на-Майне до 1372 г.», в: Archiv für Frankfurts Geschichte und Kunst, Heft 42, Франкфурт, 1954 г.
- Эгон Вамерс, Маркус Гроссбах: Die Judengasse во Франкфурте-на-Майне. Ergebnisse der archäologischen Untersuchungen am Börneplatz, Thorbecke-Verlag, Stuttgart 2000,ISBN 3-7995-2325-1